# Жене које имају секс са женама
Жене које имају секс са женама или ЖСЖ (енгл. Women who have sex with women; WSW) су жене које ступају у сексуалне активности са другим женама, невезано за то да ли се идентификују као лезбијке, бисексуалне, хетеросексуалне, или се уопште никако секусално не идентификују. Термин ЖСЖ (односно WSW на енглеском језику) често се користи у медицинској литератури да опише такве жене као групу у оквиру клиничких студија, без потребе за разматрањем њихове сексуалне само-идентификације.

## Физичко здравље
У контексту здравствених проблема везаних за лезбијске сексуалне праксе, здравствени професионалци не траже од жена да се сексуално идентификују, услед предрасуда и претпоставки око сексуалности и оклевања неких жена да обзнане своју сексуалну историју чак и лекарима. Многе жене које не учествују у хетеросексуалним активностима не одлазе код доктора, јер им није потребна контрола рађања, што је за већину жена почетни разлог за одлазак код гинеколога када постану сексуално активне. Као резултат, ове жене не раде Папаниколау тестове регуларно, јер имају нижи перципирани ризик за добијање полно преносивих болести или неких типова рака. Фактор који доводи до тога да лезбијке запоставе одласке на медицинске скрининге у Сједињеним Државама је недостатак здравственог осигурања које послодавци нуде истополним партнерима.
Када жене ипак затраже медицинску помоћ, здравствени радници често не узимају потпуну анамнезу. У недавном истраживању које је укључило 2345 лезбијки и бисексуалних жена, само 9,3% је тврдило да их је иједан доктор икада питао за сексуалну оријентацију. Трећина учесница је веровала да би обзнањивање њихове сексуалне историје резултовало негативном реакцијом, а 30% је доживело негативну реакцију од здравственог радника након што су се идентификовале као лезбијке или бисексуалке.
Потпуна анамнеза пацијенткиња помаже здравственим радницима да идентификују поља већег ризика и да исправе претпоставке о личним историјама жена. У оквиру сличне студије 6.935 лезбијки, 77% њих је имало сексуални контакт са једним или више мушких партнера, а 6% је имало тај контакт у претходних годину дана.
Америчко министарство здравља и социјалне заштите наводи срчану болест као водећи узрок смрти за све жене. Фактори који доприносе ризику срчане болести укључују гојазност и пушење, од којих су оба превалентнији код лезбијки. Студије показују да лезбијке имају већу телесну масу и генерално су мање забринуте око тежине од хетеросексуалних жена, мада имају већу шансу да редовно вежбају.
Недостатак диференцијације између лезбијки и хетеросексуалних жена у медицинским студијама које се тичу здравствених проблема за жене изврће резултате за лезбијке и жене које то нису. Из извештаја се не могу извући закључци око појављивања рака дојке код лезбијки. Међутим, утврђено је да нижи степен тестирања лезбијки на Папаниколау тест чини детекцију рака грлића материце у раном стадијуму тежом за лезбијке. Степени фактора ризика за развој рака јајника су виши код лезбијки него код хетеросексуалних жена, можда због тога што многе лезбијке немају заштитне факторе у виду трудноће, абортуса, контрацептивних средстава, дојења и побачаја.

## Ментално здравље
Откад је медицинска литература почела да описује хомосексуалност, приступ је често био из тачке гледишта која покушава да пронађе инхерентну психопатологију као главни узрок. Велики део литературе о менталном здрављу и лезбијкама фокусирао се на њихову депресију, злоупотребу супстанци и самоубиства. Иако ови проблеми постоје међу лезбијкама, разговори о њиховим узроцима су се променили након што је хомосексуалност уклоњена из Дијагностичког и статистичког приручника 1973. године. Уместо тога, друштвено одстрањивање, правна дискриминација, интернализација негативних стереотипова и ограничене структуре подршке обележавају факторе са којима се хомосексуалци суочавају у западним друштвима, и они често негативно утичу на њихово ментално здравље. Жене које се идентификују као лезбијке наводе да се осећају значајно другачије и изоловано током адолесценције; наводи се да се ове емоције у просеку јављају са 15 година код лезбијки, односно са 18 година код жена које се идентификују као бисексуалне. Генерално, жене имају тенденцију да раде на развоју сопственог концепта интерно или са другим женама са којима су интимне. Жене (хетеросексуалне или не) такође ограничавају коме све откривају своје сексуалне идентитете и чешће виде лезбијство као избор, док геј мушкарци раде екстерније и виде хомосексуалност као нешто што је ван њихове контроле.
Анксиозни поремећаји и депресија су најчешћи проблеми менталног здравља за жене. Депресија међу лезбијкама је примећена у сличним стопама као код хетеросексуалних жена. Представља значајнији проблем код жена које осећају да морају да скривају своју сексуалну оријентацију од пријатеља и породице, доживљавају додатну етничку или религијску дискриминацију, или доживљавају потешкоће у везама без система подршк. Више од половине учесница анкете из 1994. године о здравственим проблемима код лезбијки навело је да су имале самоубилачке мисли, а 18% је покушало самоубиство.
Студија заснована на популацији коју је спровео Национални центар за истраживање алкохола (National Alcohol Research Center) пронашла је да жене које се идентификују као лезбијке или бисексуалне имају мање шансе да се уздржавају од алкохола. Лезбијке и бисексуалне желе имају већу шансу пријављивања проблема са алкохолом, као и незадовољства са лечењем од злоупотребе супстанци. Многе лезбијске заједнице су базиране око барова и конзумирање алкохола представља активност која корелише са учешћем лезбијки и бисексуалних жена у заједници.

## Полно преносиве инфекције
Неке полно преносиве инфекције се могу пренети са жене на жену, укључујући хумани папилома вирус (ХПВ), трихомонијазу, сифилис, вирус хумане имунодефицијенције (ХИВ), бактеријску вагинозу (БВ) и херпес симплекс вирус (ХСВ). Преношење конкретних полно преносивих болести између жена које имају секс са женама зависи од сексуалних пракси које жене имају. Сваки објекат који дође у контакт са излучевинама грлића материце, вагиналном слузокожом или менструалном крви, укључујући прсте или пенетративне предмете, може пренети полно преносиве болести. Орално-генитални контакт може носити већи ризик за добијање ХСВ, чак и код жена које нису имале претходни сексуални контакт са мушкарцима. Бактеријска вагиноза се појављује чешће код лезбијки, али је нејасно да ли се БВ преноси сексуалним путем; јавља се код жена у целибату и код сексуално активних жена. БВ се често јавља код обе партнерке у лезбијској вези; недавна студија жена са БВ је утврдила да 81% има партнерке са БВ. Лезбијке нису укључене ни у једну категорију учесталости преношења ХИВ-а, иако је пренос могућ кроз вагиналну течност и течност грлића материце; највећи степен преношења ХИВ-а са жене на жену је код оних жена које имају сексуалне односе са мушкарцима или учествују у интравенозној употреби дроге.